# Орнітолог (фільм, 2016)
«Орнітолог» (порт. O Ornitólogo) — міжнародно-спродюсований драматичний фільм, знятий Жоау Педро Родрігешем. Світова прем'єра стрічки відбулась 8 серпня 2016 року на Локарнському кінофестивалі. Фільм розповідає про орнітолога Фернандо, який шукає чорних лелек, але ненароком потряпляє на бистрину. Його рятують двоє китайських паломників.

## У ролях
| Актор               | Роль                         |
| ------------------- | ---------------------------- |
| Поль Амі            | Фернандо                     |
| Шело Каг'яо         | Хесус Томас (брати-близнюки) |
| Чан Суан            | Лінг                         |
| Хань Вень           | Фей                          |
| Жоау Педро Родрігеш | Антоніо                      |
| Юліане Елтінг       | білявка-мисливиця            |
| Флора Булкан        | мисливиця №1                 |
| Ізабель Пунтель     | мисливиця №2                 |

## Визнання
| Нагороди та номінації фільму «Орнітолог» | Нагороди та номінації фільму «Орнітолог»        | Нагороди та номінації фільму «Орнітолог» | Нагороди та номінації фільму «Орнітолог» | Нагороди та номінації фільму «Орнітолог» | Нагороди та номінації фільму «Орнітолог» |
| Рік                                      | Кінопремія / Кінофестиваль                      | Категорія / Нагорода                     | Номінант                                 | Результат                                |                                          |
| ---------------------------------------- | ----------------------------------------------- | ---------------------------------------- | ---------------------------------------- | ---------------------------------------- | ---------------------------------------- |
| 2016                                     | Локарнський кінофестиваль                       | «Золотий леопард» за найкращий фільм     | «Орнітолог»                              | Номінація                                |                                          |
| 2016                                     | Локарнський кінофестиваль                       | Найкращий режисер                        | Жоау Педро Родрігеш                      | Перемога                                 |                                          |
| 2016                                     | Гамбурзький кінофестиваль                       | Приз критиків                            | «Орнітолог»                              | Номінація                                |                                          |
| 2016                                     | Київський міжнародний кінофестиваль «Молодість» | Приз «Сонячний зайчик»                   | «Орнітолог»                              | Номінація                                |                                          |
| 2016                                     | Кінофестиваль Chéries-Chéris                    | Гран-прі                                 | «Орнітолог»                              | Перемога                                 |                                          |